# Corning (Missouri)
Pour les articles homonymes, voir Corning.
Corning est un village du comté de Holt, dans le Missouri, aux États-Unis,. Situé au nord-ouest du comté, il est incorporé en 1868.

## Démographie
Lors du recensement de 2010, le village comptait une population de 15 habitants. Elle est estimée, en 2016, à 14 habitants.

## Source de la traduction
- (en) Cet article est partiellement ou en totalité issu de l’article de Wikipédia en anglais intitulé « Corning, Missouri » (voir la liste des auteurs).